# 荘定帝姫
荘定帝姫（そうていていき）は、北宋の仁宗の四女。

## 経歴
才人張氏（後に修媛・貴妃・温成皇后となった）の次女として生まれた。荘順帝姫の同母妹で、荘慎帝姫趙幼悟の同母姉である。
慶暦元年（1041年）に生まれた。慶暦3年8月1日（1043年9月12日）、宝和公主に封ぜられたが、5日後（9月17日）に死去し、越国公主の位を追贈された。公主の母の修媛張氏は間もなく病となり、「所以召災者、姿薄而寵厚也。願貶秩為美人、庶幾可以消咎譴」と言って、美人への降格を求めた。
嘉祐4年（1059年）12月に秦国公主の位を再追贈された。治平元年（1064年）6月、再従兄の英宗から楚国長公主の位を再追贈された。元符3年（1100年）3月、徽宗から鎮国大長公主の位を再追贈された。政和4年（1114年）12月、荘定大長帝姫の位を再追贈された。

## 伝記資料
- 『宋史』
- 『宋会要輯稿』